# Trichophthalma subaurata
Trichophthalma subaurata är en tvåvingeart som beskrevs av John Obadiah Westwood 1835. Trichophthalma subaurata ingår i släktet Trichophthalma och familjen Nemestrinidae. Inga underarter finns listade i Catalogue of Life.